# Viola hederacea
Viola hederacea är en violväxtart. Viola hederacea ingår i släktet violer, och familjen violväxter.

## Underarter
Arten delas in i följande underarter:
- V. h. curtisiae
- V. h. hederacea
- V. h. seppeltiana
- V. h. sieberiana